# آکودی
آکودی (انگلیسی: Akudi) یک شهرک در شهرستان بیرسکی باشقیرستان کشور روسیه است.